# Lucien Laurent
Pour les articles homonymes, voir Laurent.
Lucien Laurent, né le 10 décembre 1907 à Saint-Maur-des-Fossés et mort le 11 avril 2005 à Besançon, est un joueur et un entraîneur de football français. International à dix reprises, il est connu pour être l'auteur du premier but de l'histoire de la coupe du monde de football, le 13 juillet 1930, à l'occasion d'un match disputé par l'équipe de France face au Mexique. Quatre ans plus tard, il sera de nouveau sélectionné pour disputer la Coupe du monde 1934 en Italie.

## Biographie
Originaire de la région parisienne, Lucien Laurent fait ses débuts avec le Cercle athlétique de Paris dès 1921. Il y côtoie son frère aîné Jean. Ensemble sous le maillot du CAP, les deux frères sont finalistes de la Coupe de France 1928. Le 6 mai 1928 au Stade olympique de Colombes, le CA Paris doit s'incliner face au Red Star, sur le score de trois buts à un.
Un peu moins de deux ans plus tard, Lucien Laurent est sélectionné pour la première fois en équipe de France, pour un match amical disputé le 23 février 1930 face au Portugal, à Porto (0-2). Rapidement, son frère le rejoint sous le maillot bleu. Ensemble, ils sont sélectionnés pour participer à la Coupe du monde 1930 en Uruguay, la première de l'histoire. Alors qu'ils viennent de rejoindre le FC Sochaux-Montbéliard où ils bénéficient du statut de « footballeur-ouvrier », employés dans les usines Peugeot, ils obtiennent un congé spécial pour pouvoir participer à la compétition. Titulaire lors du match d'ouverture disputé face au Mexique le 13 juillet 1930 à l'Estadio Pocitos, Lucien Laurent se distingue en ouvrant le score, marquant ainsi le premier but de l'histoire de la Coupe du monde, d'une reprise de volée du droit consécutive à un centre en retrait d'Ernest Libérati.
« Quand j'ai marqué ce but, j'ai eu une joie simple, celle d'un buteur normal avec ses coéquipiers. On a dû tout juste s'embrasser ou se taper dans la main avant de reprendre le jeu. Sur le coup, je ne me suis même pas posé la question de savoir si c'était le premier but du Mondial. Je n'ai pas réalisé. »
— Lucien Laurent à propos de son but.
Larges vainqueurs du Mexique (4-1), les Français ne parviennent pas à passer le premier tour de la compétition, après deux défaites face à l'Argentine (0-1) et contre le Chili (0-1). Encore régulièrement sélectionné jusqu'en avril 1932, Lucien Laurent marque un deuxième but pour les « Bleus » à l'occasion d'un match amical disputé face à l'Angleterre le 14 mai 1931 (5-2). Par la suite, il n'est plus régulièrement appelé, et connaît sa dixième et dernière cape internationale en 1935, après avoir joué les utilités lors de la Coupe du monde 1934.
En club, après deux années à Sochaux, Lucien Laurent connaît les débuts du professionnalisme en 1932 sous les couleurs du Club français, à Paris, et dispute le premier championnat de France professionnel. Il change alors régulièrement de club, retournant au CA Paris, partant au FC Mulhouse puis retrouvant le FC Sochaux. En 1936, il est recruté par le Stade rennais UC où évolue son frère Jean depuis 1934, mais il n'y reste qu'un an, le club étant relégué en deuxième division à l'issue de la saison. Il évolue ensuite deux ans au RC Strasbourg.

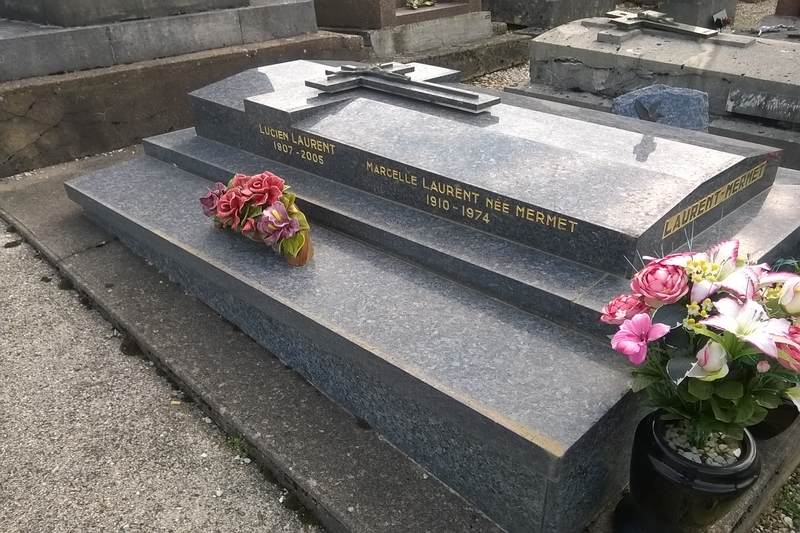
Tombe de Lucien Laurent dans l'ancien cimetière de Vesoul

Pendant la Seconde Guerre mondiale, Lucien Laurent s'installe à Besançon. Il devient entraîneur-joueur du RCFC Besançon, qui évolue en deuxième division. Se retirant rapidement des terrains, il occupe cependant la fonction d'entraîneur jusqu'en 1950. Par la suite, il ouvre une brasserie, dont il s'occupe jusqu'en 1972, date de sa retraite. Il demeure alors à Besançon, s'occupant de l'amicale des anciens du RCFCB.
Lucien Laurent meurt le 11 avril 2005, à l'âge de 97 ans. Il était le dernier survivant de l'équipe de France de football qui a participé à la toute première Coupe du monde et le seul de cette sélection à avoir pu vivre la victoire française en 1998 (L'avant-dernier survivant de cette équipe était Célestin Delmer, mort en 1996).
Lucien Laurent est enterré dans l'Ancien cimetière de Vesoul.

## Palmarès
- Finaliste de la Coupe de France en 1928 avec le CA Paris
- Vainqueur de la Coupe Peugeot en 1931 avec le FC Sochaux
- 10 sélections en équipe de France, 2 buts.
- Sélectionné pour la Coupe du monde 1930 et la Coupe du monde 1934

### Sélections internationales
Le tableau ci-dessous liste les dix matchs disputés par Lucien Laurent avec l'équipe de France de football.
|     | Date             | Lieu                                             | Adversaire | Résultat | Compétition    | Buts        |
| --- | ---------------- | ------------------------------------------------ | ---------- | -------- | -------------- | ----------- |
| 1.  | 23 février 1930  | Campo do Ameal, Porto, Portugal                  | Portugal   | 0-2      | Amical         |             |
| 2.  | 13 avril 1930    | Stade olympique Yves-du-Manoir, Colombes, France | Belgique   | 1-6      | Amical         |             |
| 3.  | 13 juillet 1930  | Estadio Pocitos, Montevideo, Uruguay             | Mexique    | 4-1      | Coupe du monde | But inscrit |
| 4.  | 15 juillet 1930  | Estadio Gran Parque Central, Montevideo, Uruguay | Argentine  | 0-1      | Coupe du monde |             |
| 5.  | 15 mars 1931     | Stade olympique Yves-du-Manoir, Colombes, France | Allemagne  | 1-0      | Amical         |             |
| 6.  | 14 mai 1931      | Stade olympique Yves-du-Manoir, Colombes, France | Angleterre | 5-2      | Amical         | But inscrit |
| 7.  | 29 novembre 1931 | Stade olympique Yves-du-Manoir, Colombes, France | Pays-Bas   | 3-4      | Amical         |             |
| 8.  | 20 mars 1932     | Stadion Neufeld, Berne, Suisse                   | Suisse     | 3-3      | Amical         |             |
| 9.  | 10 avril 1932    | Stade olympique Yves-du-Manoir, Colombes, France | Italie     | 1-2      | Amical         |             |
| 10. | 19 mai 1935      | Stade olympique Yves-du-Manoir, Colombes, France | Hongrie    | 2-0      | Amical         |             |